# BC Lietuvos Rytas Vilnius
El BC Lietuvos Rytas és un club de bàsquet de la ciutat de Vílnius a Lituània. La temporada 2019-2020 participa en la lliga lituana i en l'Eurocup.

## Història
El club va ser fundat el 1964 amb el nom de Statyba Vilnius. El 1997 fou rebatejat Lietuvos Rytas en ser comprat pel diari del mateix nom.

## Palmarès
- 2 Copa ULEB: 2005, 2009
- 4 Lliga del Bàltic: 2006, 2007, 2008, 2009
- 1 NEBL: 2002.
- 5 Lliga lituana de bàsquet: 2000, 2002, 2006, 2009, 2010

## Jugadors destacats

### A Statyba
- Dainius Adomaitis
- Artūras Karnišovas
- Jonas Kazlauskas
- Šarūnas Marčiulionis

### A Lietuvos Rytas
- Tomas Delininkaitis (2003-2007)
- Gintaras Einikis (2004–2005)
- Andrius Giedraitis
- Frederick House
- Rimantas Kaukėnas (2001–2002)
- Simas Jasaitis (2001–2006)
- Šarūnas Jasikevičius (1998–1999)
- Robertas Javtokas (1999–2006)
- Rimas Kurtinaitis (1998–1999)
- Arvydas Macijauskas (1999–2003)
- Tyrone Nesby (2004-2005)
- Kareem Rush (2006-2007)
- Dickey Simpkins (2003-2004)
- Ramūnas Šiškauskas (1998–2004)

## Galeria

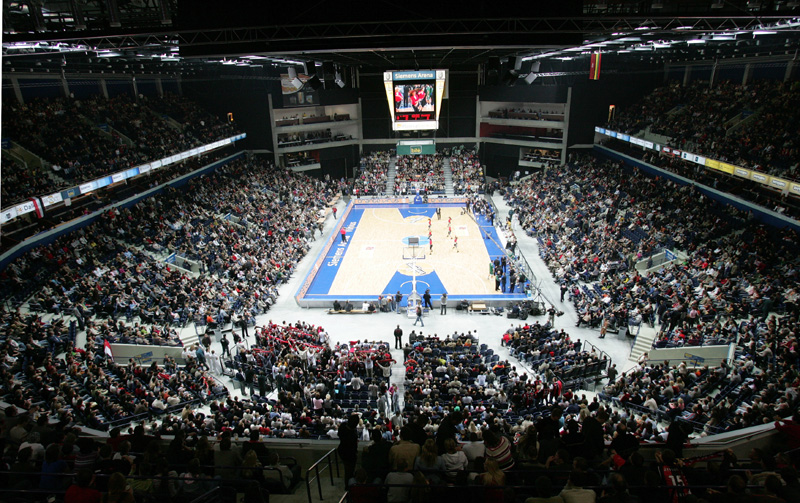
Partit al Siemens Arena

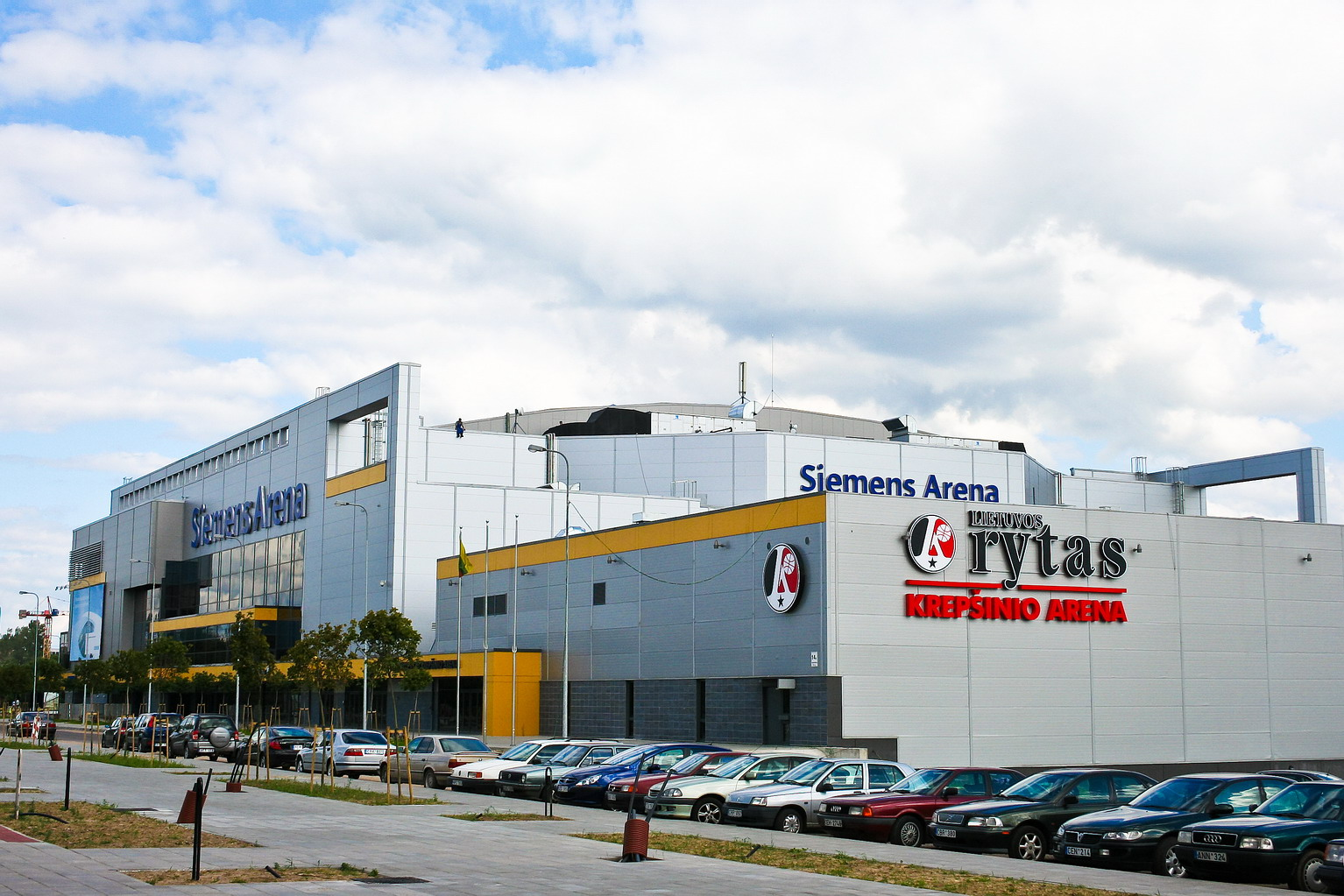
Lietuvos Rytas Arena i Siemens Arena

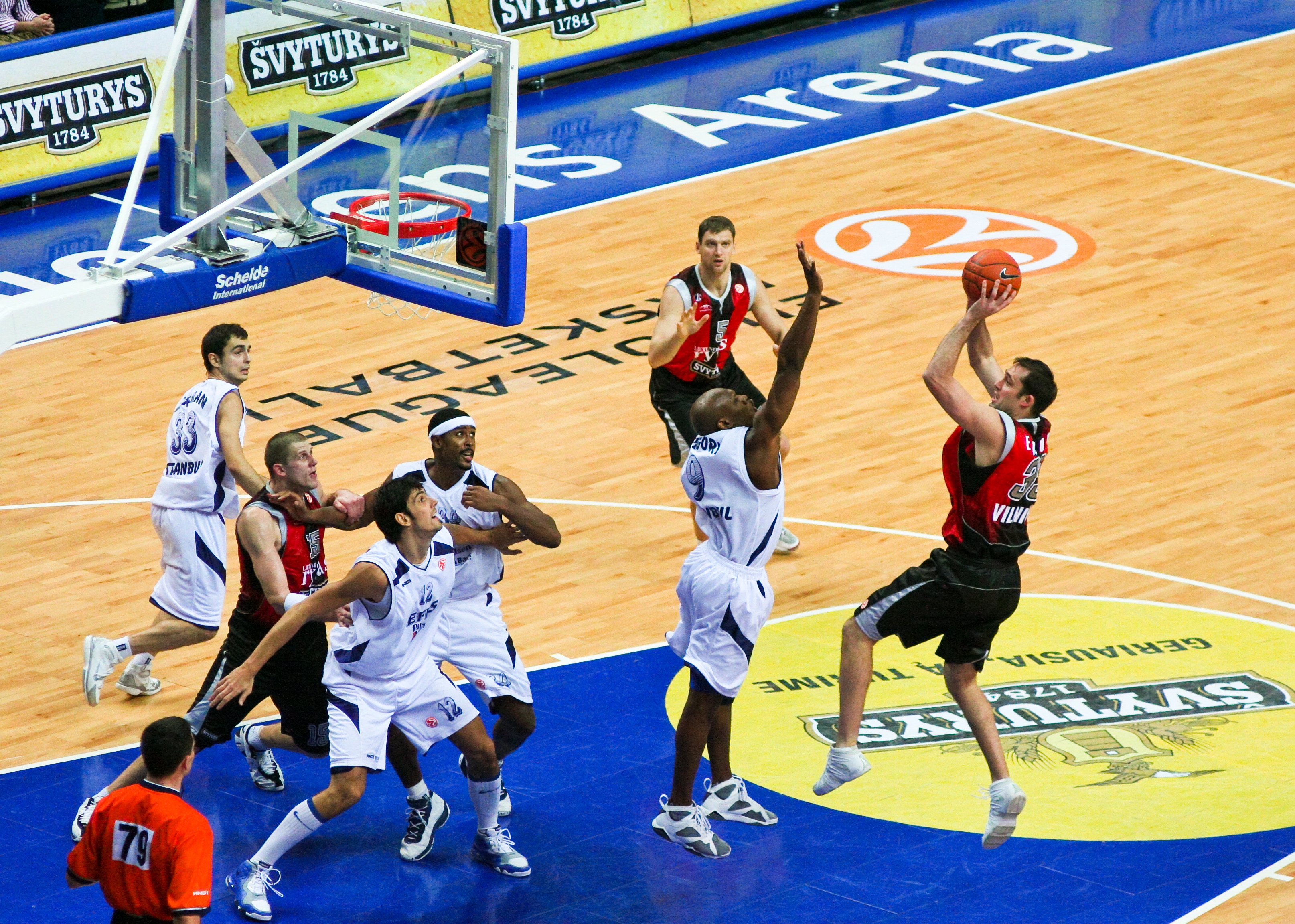
Partit d'Eurolliga contra Efes Pilsen SK

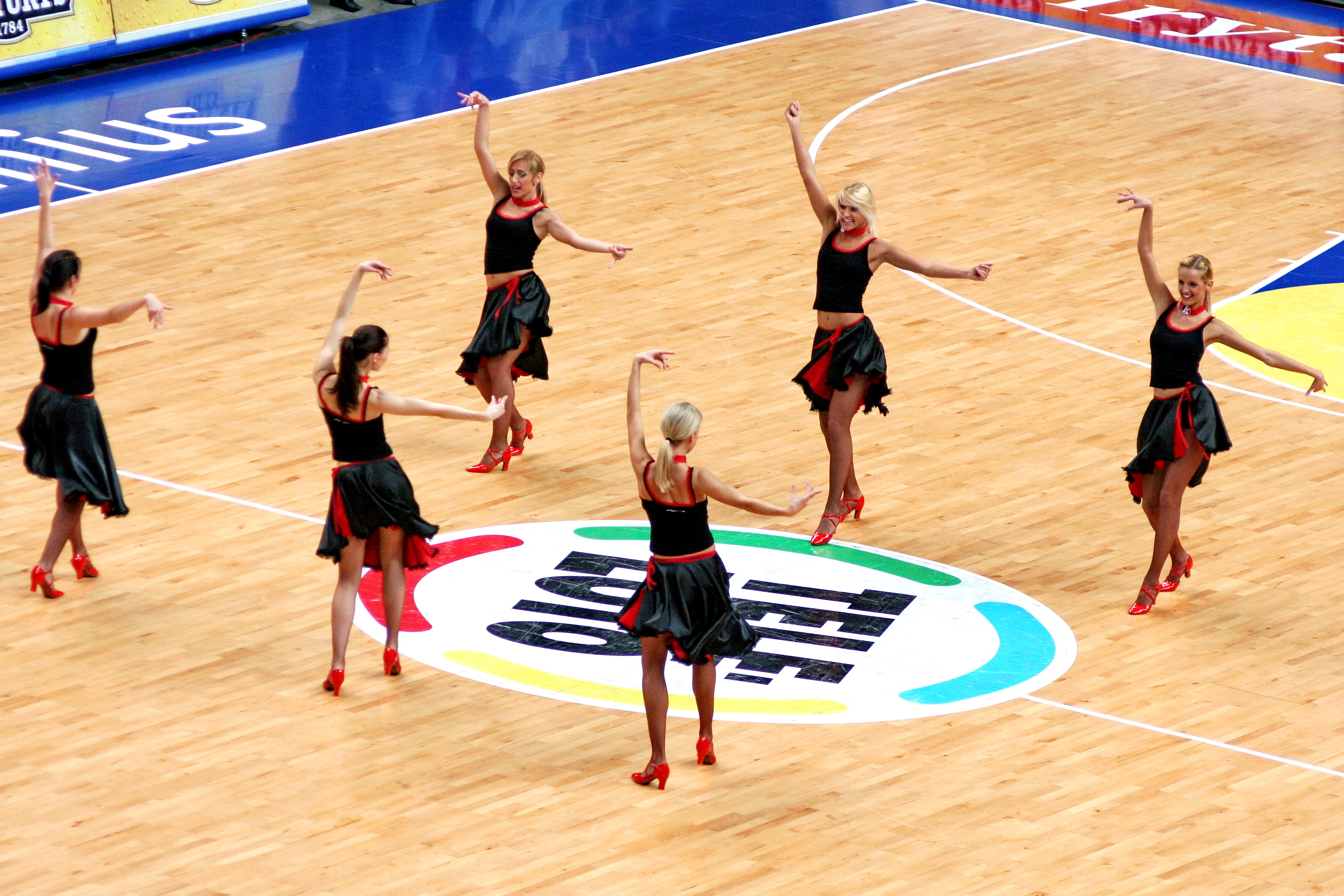
Les cheerleaders

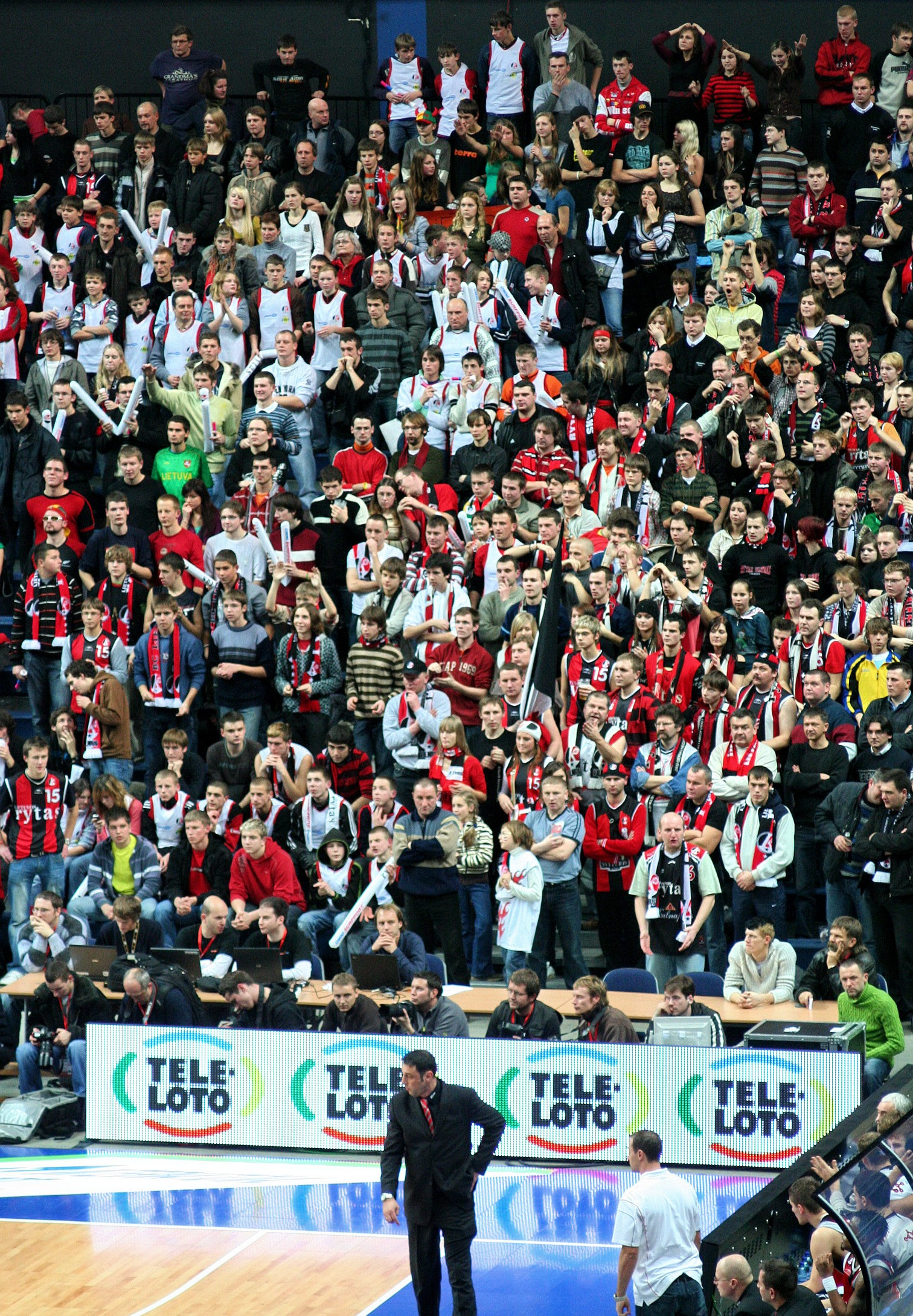
Seguidors

|  |  |  |